# Vânătoarea lui Buteanu
Vânătoarea lui Buteanu (węg. Buteanu-csúcs) – szczyt w Górach Fogaraskich, w Karpatach Południowych. Leży w centralnej Rumunii. Jest dziewiątym co do wysokości szczytem całej Rumunii.